# Correio dos Ferroviários

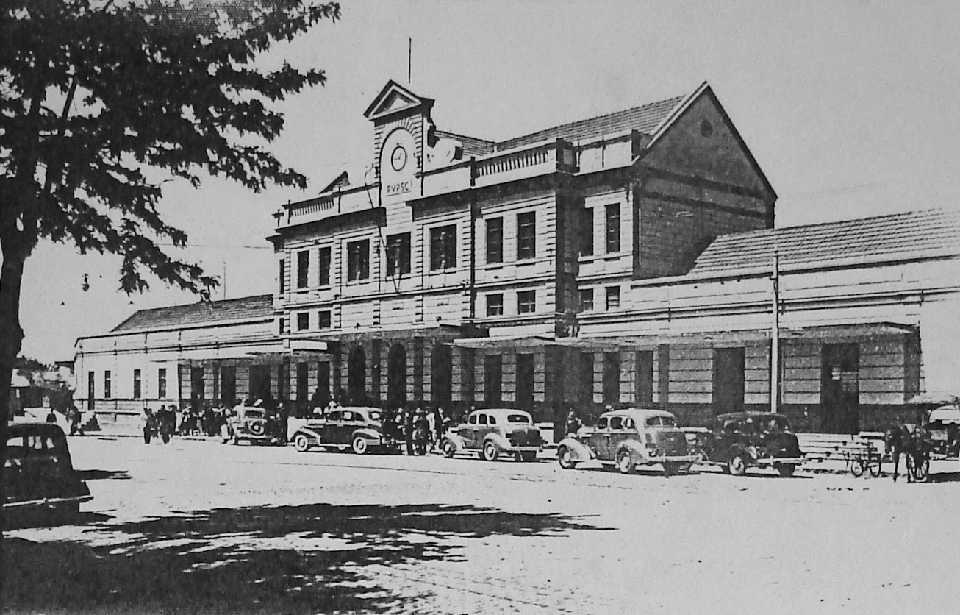
Antiga Estação Ferroviária de Curitiba.

Correio dos Ferroviários foi uma revista de publicação oficial interna da RVPSC (Rede de Viação Paraná-Santa Catarina), editada desde outubro de 1933 e distribuída para todas as ferrovias do país e para a administração da RFFSA, chegando a alcançar, em alguns períodos, uma tiragem variável entre 11,5 a 13 mil exemplares. A revista foi fundada por Antônio Dantas, era editada em Curitiba, e tinha tiragem mensal, tendo veiculado até 1973/ 1974. Apresentava notícias nacionais, internacionais e, em especial, aquelas que dissessem respeito à Rede Ferroviária. Divulgava os “Atos da Diretoria”, a “Caixa de Aposentadoria e Pensão dos Ferroviários” (C.A.P.), crônicas de ferroviários apaixonados pela Rede, dicas de beleza e etiqueta na “Página da Mulher”, aniversariantes do mês, além de prestar homenagens a figuras que foram importantes para a RVPSC.
A partir de 1949, teve início a segunda fase do “Correio dos Ferroviários”, caracterizada pela ausência de propagandas devido à tutela da RVPSC. Reiniciou, assim, a numeração como ano I, em 1949.

## Seções
- “Página da Mulher”
- “Crônicas Meu Marido Um Ferroviário”. O concurso de crônicas “Meu Marido Um Ferroviário” foi lançado em setembro de 1965, e era dirigido a todas as esposas de ferroviários, exceto aqueles que ocupassem cargos de confiança.[3] Melo (2008) observa que “coincidentemente ou não, esse concurso foi lançado logo após o Golpe Militar de 1964. Nesse contexto, a valorização de um determinado perﬁl de trabalhador – o que não é novo na história – ganhava contornos signiﬁcativos se pensarmos que as ferrovias eram consideradas áreas estratégicas dentro da concepção de segurança nacional dos Governos Militares”.[3]
- “Nos Domínios da Gramática”, coluna mantida por Nilo Brandão de 1952 a 1961, na qual respondia questões e prestava os mais diversos esclarecimentos em torno da língua portuguesa.
- “Corrija se souber”: coluna também mantida por Nilo Brandão.
- O que vai pelo mundo e ferrovias pitorescas: notícias sobre as ferrovias internacionais, enfatizando sua importância social e econômica bem como os investimentos em tecnologia.[3]
- “Notas ferroviárias”: informações pontuais sobre a carreira ferroviária como um todo e notícias especíﬁcas sobre as demais redes ferroviárias brasileiras.
- “Seja ilustrado”: dedicada a curiosidades e conhecimentos gerais.
- “Segurança do trabalho e higiene”: discorria sobre as condições de trabalho dentro da RVPSC.
- “Nossa gente”
- “Vida de um ferroviário”: as duas seções dedicavam-se a dar visibilidade à vida cotidiana, familiar e à trajetória proﬁssional de alguns ferroviários, prestando, na maioria das vezes, homenagens póstumas.[3]
- “Humor ferroviário”: representava por meio de charges situações “engraçadas” da vida nos trens e trilhos.

Todas as seções acima, com algumas pequenas variações, foram mais ou menos permanentes ao longo dos anos, além de artigos, entrevistas, crônicas e notícias sobre o mundo e sobre o contingente ferroviário.

## Colaboradores
A revista contou, ao longo de sua existência, com a colaboração literária de escritores, poetas, jornalistas e até anônimos, como era o caso das crônicas “Meu Marido Um Ferroviário”, escritas por esposas de ferroviários. Entre os colaboradores mais famosos figuraram: José Petroski, Denisar Zanello Miranda, Nilo Brandão, Euro Brandão, Raquel Prado, Adolpho Werneck, Newton Sampaio, Manoel de Oliveira Franco Sobrinho, Leonor Castellano, Luiz Antônio Solda, Alceu Chichorro, Carlos Klug, Faria Júnior (caricaturas), Helmuth Erich Wagner, além de apresentar textos e poesias de autores como Cruz e Sousa, Raquel de Queirós, e outros.

### José Maria Petroski
José Petroski, falecido em 2005, teve entre outras atribuições, como funcionário da Rede de Viação Paraná-Santa Catarina,  a gerência da revista “Correio dos Ferroviários”.

### Nilo Brandão
O professor de português Nilo Brandão (1895-1967) foi diretor do “Correio dos Ferroviários” entre outubro de 1952 e 1961, e criou as colunas "Nos Domínios da Gramática" e "Corrija se souber", nas quais, respondendo a perguntas de leitores, transmitia informações gramaticais.

### Adolpho Werneck
O poeta, jornalista, humorista e charadista Adolpho Werneck (1877 – 1932) teve vários de seus trabalhos publicados, postumamente, nas páginas do “Correio dos Ferroviários”, inclusive uma homenagem, a poesia “In memoriam” de seu filho, Arion Werneck de Capistrano, na edição de setembro de 1934.

### Newton Sampaio
O romance incompleto “Dor”, de Newton Sampaio, tem o único registro na publicação do seu terceiro capítulo, intitulado "Volta ao lar", no número 9, de junho de 1934, do “Correio dos Ferroviários”. Outro trabalho de Sampaio publicado pelo Correio foi “Carnaval de Camelô”, em janeiro de 1936.

### Denisar Zanello Miranda
Engenheiro graduado em 1956 pela Universidade Federal do Paraná, professor, foi editor por mais de 10 anos do “Correio dos Ferroviários”.

### Leonor Castellano
Na década de 1930, a escritora e feminista Leonor Castellano dirigiu algumas colunas femininas no “Correio dos Ferroviários”, pertencendo ao Conselho da revista por duas décadas. Atuou na revista ao lado de Ilnah Secundino e Rosy Pinheiro Lima, as três pertencentes ao Centro Paranaense Feminino de Cultura.

### Raquel Prado
Jornalista e escritora curitibana, Raquel Prado (1891-1943), teve vários de seus textos publicados no “Correio dos Ferroviários”.
.

### Luiz Antônio Solda
Luiz Antônio Solda, paulista nascido em Itararé, mudou-se para Curitiba em 1966 e foi auxiliar de escritório na Rede Ferroviária Federal, participando como ilustrador da revista “Correio dos Ferroviários”.

### Alceu Chichorro
O jornalista, poeta e chargista curitibano Alceu Chichorro (1896-1977) participou do “Correio dos Ferroviários” na década de 1930.

### Carlos Klug
Trabalhou durante 35 anos nas áreas administrativas da Rede de Viação Paraná-Santa Catarina (RVPSC) e Rede Ferroviária Federal S.A (RFFSA). Produziu contos, artigos e poemas para jornais e para a revista "Correio dos Ferroviários", assinando como Carlos Klug, Carlito ou, ainda, usando os pseudônimos "Cirano" e "K.Litto". Aposentou-se da RFFSA no ano de 1980. Possuía uma grande paixão a filha Perci Cristina Klug, única filha menina de seu segundo casamento com sua segunda esposa Iraci da Silva.

### Manoel de Oliveira Franco Sobrinho
Manoel de Oliveira Franco Sobrinho foi um advogado, juiz, jornalista, administrador público, político, professor e escritor que atuou na cidade de Curitiba, escrevendo vários livros na área jurídica. Colaborou com a revista “Correio dos Ferroviários” nos anos 1930.

## Edições especiais
| 1933              |     |                   | |
| I                 | 1   | outubro 1933      | Início da Revista Correio dos Ferroviários. |
| 1934              |     |                   | |
| I                 | 9   | junho 1934        | Fundação da Escola de Artes e Ofícios em Curitiba, telefonia, regulamentação do trabalho dos ferroviários. O romance incompleto “Dor”, de Newton Sampaio, tem o único registro na publicação do seu terceiro capítulo, intitulado “Volta ao lar”, neste número do Correio dos Ferroviários                                                                                     |
| I                 | 10  | julho 1934        | Constituinte, viação férrea nacional, administração. |
| I                 | 11  | agosto 1934       | Linha Itararé-Uruguai, fusão dos sindicatos da linha Paraná e Itararé-Uruguai, Lei de Aposentadoria. Publicação da poesia “Fábula”, de Adolpho Werneck (póstuma). |
| I                 | 12  | setembro 1934     | Primeiro aniversário, histórico da revista, monumentos artísticos ferroviários, carvão, eleições sindicais, Associação Beneficente 26 de Outubro, União de Socorro e de Consumo dos Ferroviários, Clube Atlético Ferroviário. Publicação da poesia “In Memoriam”, de Arion Werneck de Capistrano, em homenagem póstuma a seu pai, o poeta Adolpho Werneck, (falecido em 1932). |
| II                | 1   | outubro 1934      | Aumento de vencimentos (mês da greve), direito ferroviário (pensões). |
| II                | 2   | novembro 1934     | Aumento de vencimentos: tabela de máximos conseguidos, exigência de mínimos. |
| II                | 3   | dezembro 1934     | Escola de Artes e Ofícios. |
| 1935              |     |                   | |
| II                | 6   | março 1935        | Cinquentenário da Estrada de Ferro do Paraná. Apresenta na capa a “Medalha Comemorativa” ao cinquentenário. “O destino do Nosso Mundo”, de Manoel de Oliveira Franco Sobrinho. |
| II                | 7   | abril 1935        | Publicação da poesia “Na hora do Silêncio”, de Adolpho Werneck (póstuma). |
| 1936              |     |                   | |
| III               | 4   | janeiro 1936      | Construção de casas para os ferroviários. Outro trabalho de Newton Sampaio é publicado neste número, intitulado “Carnaval de Camelô”. Publicação do “Decálogo”, de Adolpho Werneck (póstumo). |
| III               | 6   | março 1936        | Centro dos Ferroviários. Este exemplar marca o início das matérias sobre comunismo, URSS e as impressões da viagem de um correspondente na Alemanha. |
| III               | 7   | abril 1936        | As condições de vida do ferroviários. |
| IV                | 1   | outubro 1936      | O que almejam os ferroviários. |
| 1937              |     |                   | |
| IV                | 11  | agosto 1937       | As nossas estações e a sua estética. |
| IV                | 12  | setembro 1937     | O novo regulamento para construção de casas pela C.A.P. (Caixa de Aposentadoria e Pensão) |
| V                 | 1   | outubro 1937      | Construção de casas para os ferroviários. |
| V                 | 2   | novembro 1937     | Construção de casas. |
| 1938              |     |                   | |
| V                 | 6   | março 1938        | Casas para os ferroviários. |
| V                 | 7   | abril 1938        | Construção de casas para os ferroviários. |
| 1949              |     |                   | |
| I (Nova Fase)     | 1   | outubro 1949      | Este exemplar marca o início da Nova Fase da revista, caracterizada pela ausência de propagandas devido à tutela da RVPSC. |
| 1953              |     |                   | |
|                   |     |                   | O Presidente Vargas em Curitiba. |
| 1963              |     |                   | |
| XV                | 10  |                   | Usina Marumbi. |
| 1965              |     |                   | |
| XVI (Nova Fase)   |     | fevereiro de 1965 | Edição especial, comemoração de 80 anos da RVPSC. Texto sobre o assassinato do Barão do Serro Azul em 1894 que, embora estivesse sob a custódia das tropas comandadas pelo Marechal Floriano Peixoto, foi executado (com mais 5 pessoas) no km 65 da ferrovia Curitiba-Paranaguá, onde hoje há uma cruz em sua homenagem.                                                      |
| XVI (Nova Fase)   |     | setembro de 1965  | O concurso de crônicas “Meu Marido Um Ferroviário” foi lançado, e era dirigido a todas as esposas de ferroviários, exceto aqueles que ocupassem cargos de confiança. Na capa: “Escreva um artigo e ganhe Cr$ 150.000 em Prêmios!”. |
| 1966              |     |                   | |
| XVII (Nova Fase)  |     | abril 1966        | 31 de março: 2º Aniversário da Revolução democrática. |
| XVII (Nova Fase)  |     | julho 1966        | Engenheiro Euro Brandão é o novo superintendente da RVPSC. Artigo: “RVPSC – Alta Eficiência no Transporte de Derivados de Petróleo”. A Idade de Ouro das ferrovias. |
| 1967              |     |                   | |
| XVIII (Nova Fase) | 400 | fevereiro 1967    | Como se localizou a estação de Curitiba. |
| XVIII (Nova Fase) | 406 | agosto 1967       | Sinalização ferroviária. |
| XVIII (Nova Fase) | 407 | setembro 1967     | Novo centro de treinamento no Rebouças. |
| XIX (Nova Fase)   | 409 | novembro 1967     | RVPSC (breve histórico, condições das linhas, linhas novas e variantes, o que transportamos, perspectivas) |
| 1969              |     |                   | |
| XX (Nova Fase)    | 429 | agosto 1969       | Por Raquel de Queirós, “Trem de Ferro”. Na capa, Vera Fischer coroada Miss Brasil e homenagem da chegada do homem à lua. |
| 1970              |     |                   | |
| XXI (Nova Fase)   | 434 | janeiro 1970      | Noruega, circuito por ferrovia. |
| XXI (Nova Fase)   | 438 | junho 1970        | Propaganda ferroviária. |
| XXII (Nova Fase)  | 444 | dezembro 1970     | Curitiba - Paranaguá, viagem de sonho. Aramis Millarch fala da seriedade dos quadrinhos. |
| 1971              |     |                   | |
| XXIII (Nova Fase) | 449 | nov/dez 1971      | Um pouco da história da Estrada de Ferro Madeira-Mamoré. “Canção de Protesto – instrumento subversivo”. |
| 1973              |     |                   | |
| XXIV (Nova Fase)  | 465 | julho 1973        | Artigo de Sérgio Augusto sobre Histórias em quadrinhos – “Quadrinhos antecipam a conquista de novos mundos”. Publicação das tiras marginais de Sergio Aragonés, nas páginas internas. |